# Pycnoderiella virginiana
Pycnoderiella virginiana är en insektsart som beskrevs av Henry 1993. Pycnoderiella virginiana ingår i släktet Pycnoderiella och familjen ängsskinnbaggar. Inga underarter finns listade i Catalogue of Life.